# Fenix V
Fenix V (engelska Phoenix Five) var en australisk sciencefictionserie som visades på svensk TV i början av 1970-talet. Serien spelades in 1970 i 26 avsnitt. Serien var en lågbudgetserie men det var den första SiFi-serien som visades i färg i svensk TV så den blev ändå uppmärksammad. 
Handlingen kretsar kring patrullskeppet Fenix V och dess besättning. Besättningen bestod av Captain Roke - skeppets befälhavare, Ensign Adam Hargraves, Kadett Tina Culbrick och computeroiden Carl - skeppets robot.